# 小行星13926
小行星13926（13926 Berners-Lee）是一颗绕太阳运转的小行星，为主小行星带小行星。该小行星于1986年12月2日发现。

## 轨道参数
小行星13926的轨道半长轴为2.5608887 UA，离心率为0.296。